# 畠山国清

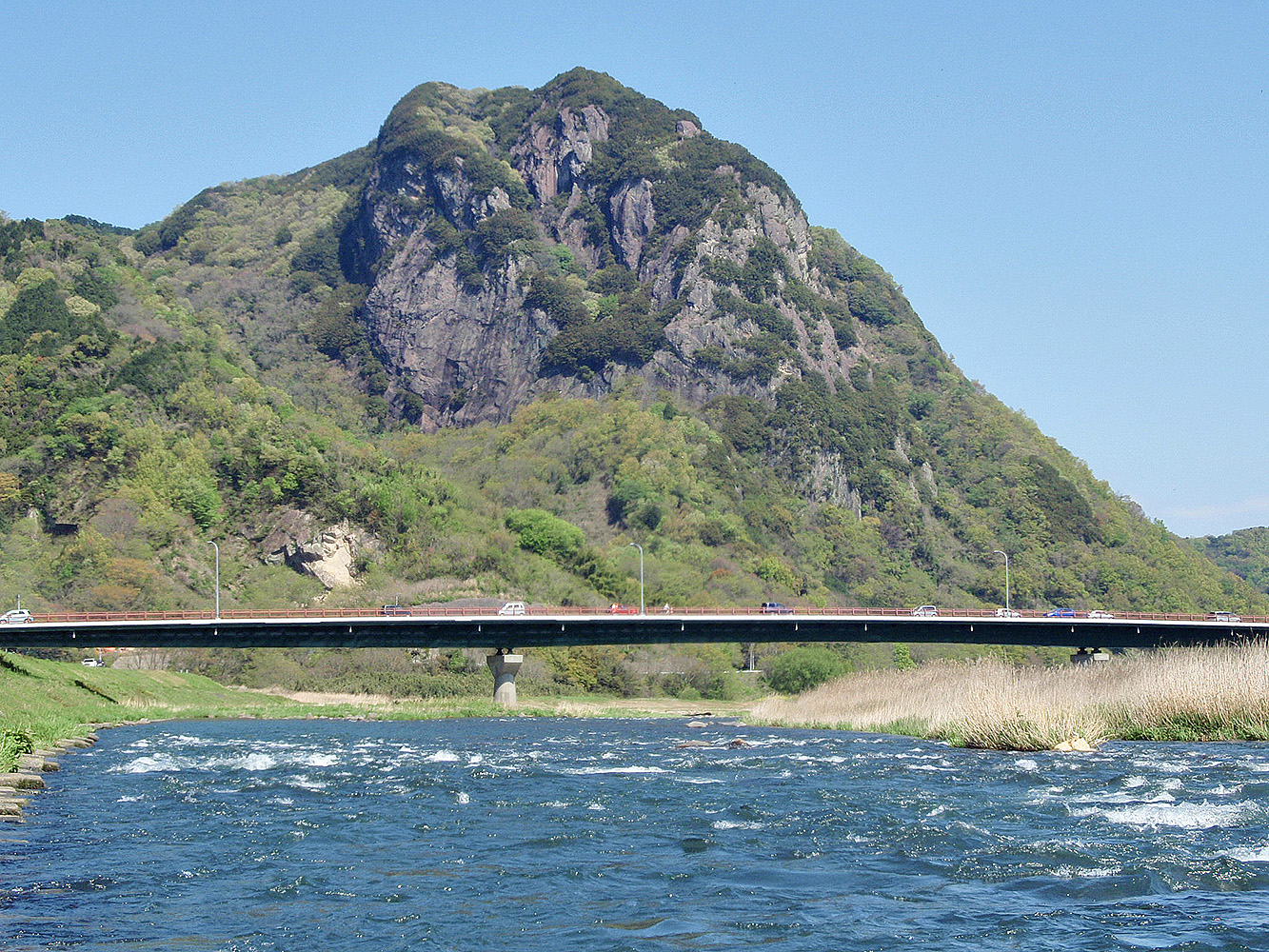
金山城が築かれた伊豆の国市の城山

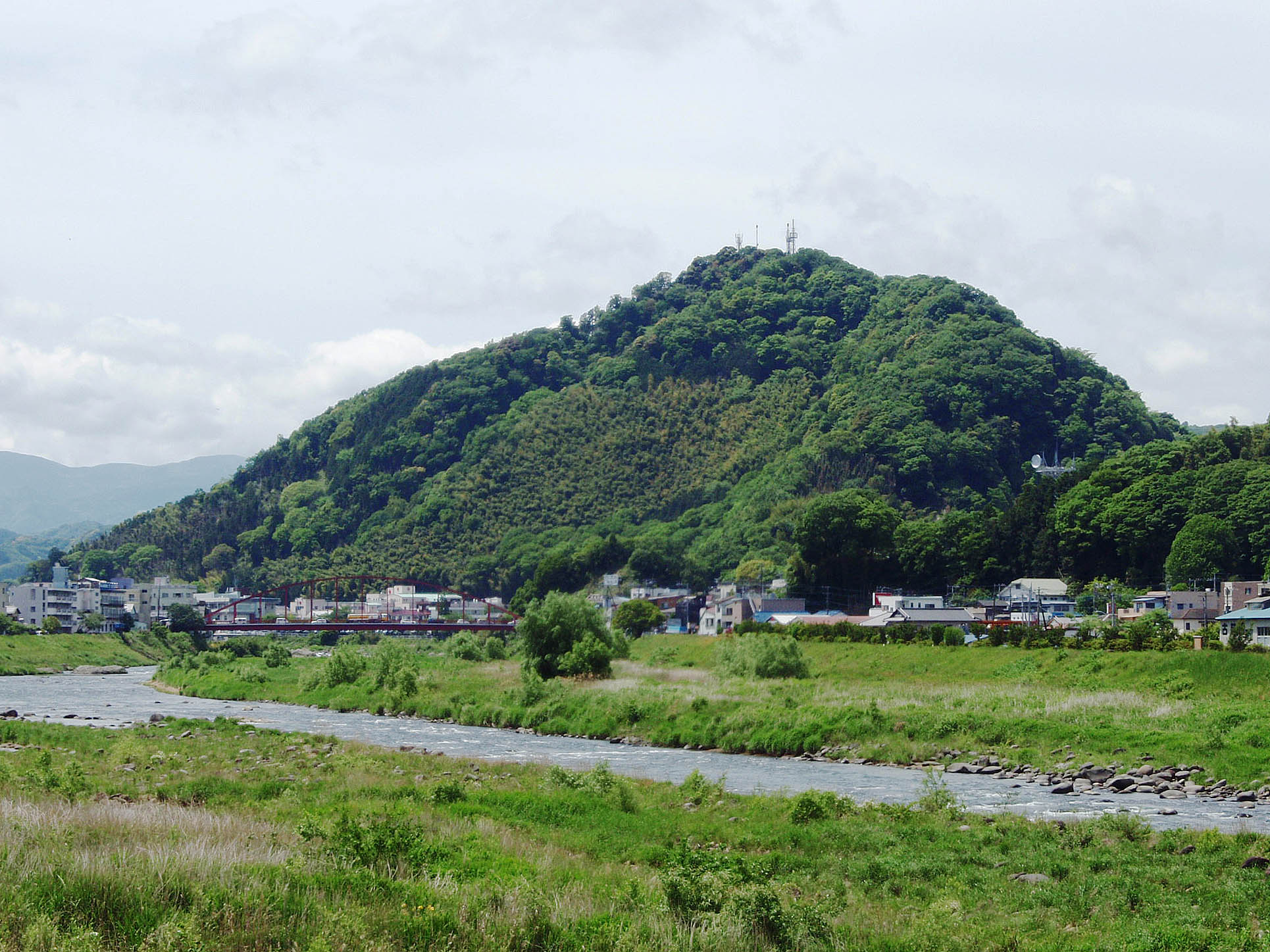
修善寺城が築かれた伊豆市の城山

畠山 国清（はたけやま くにきよ）は、南北朝時代から室町時代の武将、守護大名である。足利氏の支流畠山氏出身。和泉国、紀伊国守護を経て関東管領となる。伊豆守護家の祖。子に義清、義晴。

## 生涯
畠山家国の子として生まれる。弟に義深などがいる。『韮山町史』は、父・家国が、建武2年（1335年）12月、伊豆国府での新田勢との戦いで討ち死したと推定し、このことが足利尊氏・直義兄弟による家国の遺児たちの優遇の背景になっていたのだろうとしている。
足利尊氏に従い、鎌倉幕府討幕、建武の新政から離反した後の南朝との戦いで和泉、次いで紀伊の守護となる。後に河内国の守護にもなり、畿内に勢力を広げた。足利家の内紛から発展した観応の擾乱では尊氏の弟・足利直義に属し、政争に敗れた直義が京都を脱出して吉野の南朝に属すると国清も従うが、後に尊氏方に付き、武蔵野合戦に参戦している。
中先代の乱のとき、足利直義のもとで参戦している。延元元年/建武3年（1336年）3月、九州多々良浜の戦いでも直義軍として出撃している。これらの功により、同年5月、和泉国守護に補任された。
同年9月1日、南朝の武将・岸和田治氏と戦い、八木城（現在の岸和田市八木地区？）まで撤退させる（『岸和田治氏軍忠状』）。しかし、7日、天王寺から中院右少将（右中将の中院定平？）と楠木一族の橋本正茂らが治氏の援軍に来ると、治氏は城中から撃って出たため、国清は挟み撃ちされた格好になり、蕎原城（大阪府貝塚市蕎原）まで撤退して籠城、しかしこれも落とされて敗走する（『岸和田治氏軍忠状』）。

### 紀伊国守護としての活動
同年10月、紀伊国に兵を進めた。建武4年（1337年）4月、和泉国守護職を解かれた。これは、南朝方の本拠・吉野に近く、重要さを増していた紀伊国の守護職として専念するためと推測されている。国清は、同月、新たに国大将として派遣された細川皇海らと協力して、暦応元年（1338年）末頃までには紀伊国北部をほぼ平定した。
正平2年（1347年）8月、楠木正行が挙兵し、国清は幕府軍としてこれに対抗した。国清の紀伊国守護としての活動は観応2年（1352年）3月まで確認できる。

### 関東執事としての活動
正平8年/文和2年（1353年）、尊氏が関東地方の統治のために設置した次男の鎌倉公方足利基氏を補佐する立場の関東管領となり、伊豆国の守護となった。同年、鎌倉府を武蔵入間郡入間川に移し（入間川御陣）、遠縁である秩父氏ら武蔵平一揆を率い、武蔵守護にもなり権勢を振るった。正平13年/延文3年（1358年）に南朝方の新田義興を謀殺した。
『韮山町史』は、国清が、同年、尊氏が死去したのを契機に、出家して道誓と名乗ったと推測している。
2代将軍足利義詮からの援軍要請を受け、正平14年/延文4年（1359年）10月、上洛し、義詮や細川清氏らとともに、河内国、紀伊国にある南朝方の拠点を攻めている。正平15年/延文5年（1360年）5月下旬、帰京した。
正平15年/延文5年（1360年）には、清氏が義詮と対立し失脚することになり、政治的に苦しい立場となった。国清は軍勢と共に関東へ無断で帰還したが、清氏の投降で攻勢に出た南朝により京都が一時失陥する事態を招くことになり、これにより国清はますます面目を失うことになった。
正平16年/康安元年（1361年）11月、かつての直義派の武将達から基氏に対して国清の罷免の嘆願が出ると、国清は失脚し領国の伊豆へ逃れた。国清は伊豆の豪族達を糾合することで基氏に抵抗しようとしたが、伊豆の豪族達の協力は得られず、三津城や金山城を落とされるなど敗戦を繰り返し、最後の牙城として籠城した修禅寺城も落とされ、基氏に降伏した。その後の国清の消息は定かではなく、降伏時に斬殺されたとも流浪の末に大和で窮死したともいう。「津川本畠山系図」は正平17年/貞治元年（1362年）、畠山家記は正平19年/貞治3年（1364年）に没したと伝えている。
国清の失脚・叛乱によって畠山氏は一時没落したが、後に弟の義深が義詮に許されて越前守護に任命され、以降の畠山氏の嫡流は義深の系統に移った。とはいえ河内国の守護に任命されたのは国清が最初であり、河内畠山氏の実質的な祖は国清であるといえる。